# Orgaan van Bidder
Het orgaan van Bidder is een naar de bioloog Friedrich Bidder vernoemd rudimentair orgaan. Het komt voor bij een groot aantal soorten padden, een familie van kikkers.
Het is het sterkst ontwikkeld bij de juveniele dieren en is zowel bij de mannelijke als de vrouwelijke exemplaren aanwezig. Het is echter niet functioneel. Het orgaan kan opzwellen, maar alleen als bij de mannetjes de testikels worden verwijderd. Het gaat dan levensvatbare eicellen produceren en er ontwikkelt zich een gedegenereerde eileider, zoals die van de vrouwtjes. Dit is echter alleen in laboratoria waargenomen en de functie in de natuur is niet precies bekend.
Uit onderzoek blijkt dat in het orgaan giftige verbindingen aanwezig zijn, zoals cardiotoxinen of stoffen die een ernstige allergische reactie (anafylaxie) kunnen veroorzaken.. Vermoedelijk speelt het orgaan van Bidder ook een rol in de verdediging van de padden.